# کانویر ۹۹۰ کورونادو
کانویر ۹۹۰ کورونادو (به انگلیسی: Convair 990 Coronado) یک هواگرد، باریک‌پیکر چهار موتوره ساخت شرکت کانویر است که نمونه توسعه یافته و کشیده‌تر هواپیمای کانویر ۸۸۰ می‌باشد.